# Imunski receptor
Imunski receptor je receptor, obično na ćelijskoj membrani, koji nakon vezivanja liganda (na primer, citokina) uzrokuje respons u imunskom sistemu.

## Tipovi
Glavni receptori u imunskom sistemu su receptori prepoznavanja paterna (PRR), receptori slični tolu (TLRs), aktivatori i inhbitori ćelija ubica (KAR i KIR), receptori komplementa, Fc receptori, B-ćelijski receptori i T-ćelijski receptori.
| Receptor                                             | Vezuje se za                                     | Funkcija |
| ---------------------------------------------------- | ------------------------------------------------ | --- |
| Receptor prepoznavanja paterna (PRR) (e.g. TLR, NLR) | molekulski paterni asocirani sa patogenom (PAMP) | Posreduje produkciju citokina --> inflamacija --> uništava pathogen                                                                 |
| Aktivatori i inhbitori ćelija ubica (KAR i KIR)      |                                                  | Pomaže NK ćelijama da identifikuju abnormalne ćelije domaćina (KAR) ili da inhibiraju neprikladnu destrukciju ćelija domaćina (KIR) |
| Receptori komplementa                                | proteini komplementa na npr. mikrobima           | Omogućava fagocitnim i B ćelijama da prepoznaju mikrobe i imunske komplekse                                                         |
| Fc receptori                                         | epitop-antitelo kompleksi                        | Stimuliše fagocitozu |
| B-ćelijski receptori                                 | epitop                                           | B ćelijska diferencijacija u ćelije plazme i proliferacija                                                                          |
| T-ćelijski receptori                                 | linearni epitopi vezani za MHC                   | Aktivira T ćelije |
| Citokinski receptori                                 | citokini                                         | Regulacija i koordinacija imunskog responsa                                                                                         |

## Spoljašnje veze
- immunologic+receptor на 